# 臺南市私立瀛海高級中學
私立瀛海高級中學，成立於1959年，是一所位在中華民國臺南市的私立普通型高级中等學校。

## 校訓
- 精-不草率 精修明辨
- 勤-不怠惰 勤奮努力
- 篤-不浮誇 篤行好學
- 實-不虛偽 實事求是

## 校內建築
- 惠蓀館(B2為篤行堂)--地下2層、地上6層樓ㄩ字型建築-現為高一、高二、專科教室
- 瀛新樓--地下1層、地上6層連鎖式建築，兩側皆為教室，中間為中央走道-現為行政中心、國一、國二、國三教室、專科教室
- 綜合大樓--地下1層、地上4層建築，與曉月樓相接--現為高三教室、語言中心、中央廚房、學生宿舍
- 曉月樓--地下1層、地上4層建築，與綜合大樓相接--現為圖書館、音樂教室、專科教室、學生宿舍

## 外部連結
- 瀛海高級中學 （页面存档备份，存于）
- 清風拂風BBS
- 呆熊BBS
- 瀛海中學校友會全球資訊網
- 臺灣大學瀛友會 （页面存档备份，存于）
- 逢甲大學瀛友會

瀛海中學台江社

## 資料來源
| 任次     | 校長   | 任期時間              |
| -------- | ------ | --------------------- |
| 第一任   | 曹樹勛 | 1959年5月－1975年10月 |
| 第二任   | 鄭人貴 | 1975年10月－1977年4月 |
| 第三任   | 盧暉光 | 1977年4月－1979年7月  |
| 第四任   | 童家駒 | 1979年8月－1980年1月  |
| 第五任   | 李淦   | 1980年8月－1997年7月  |
| 第六任   | 黃炎祥 | 1998年8月－2006年7月  |
| 第七任   | 張復國 | 2006年8月－2016年2月  |
| 第八任   | 陳金龍 | 2016年3月－2018年1月  |
| 第九任   | 姚智化 | 2018年2月－2019年2月  |
| 代理     | 歐宗穎 | 2019年2月－2019年7月  |
| 第十任   | 張添唐 | 2019年8月－2022年11月 |
| 代理     | 張淵閣 | 2022年12月－2023年1月 |
| 第十一任 | 沈樹林 | 2023年2月-            |

1. ↑  .   [2015-08-13]. （原始内容存档于2015-08-31）.